# Discografia dei R.E.M.
La seguente è la discografia dei R.E.M., gruppo musicale rock statunitense.

## Album

### Album in studio
| Anno                                                                                               | Titolo | Classifiche | Classifiche | Classifiche | Classifiche | Classifiche | Classifiche | Classifiche | Classifiche | Classifiche | Classifiche | Classifiche | Classifiche | Classifiche | Certificazioni |
| Anno                                                                                               | Titolo | USA         | AUS         | AUT         | CAN         | FIN         | GER         | ITA         | NLD         | NOR         | NZ          | SWE         | SWI         | UK          | Certificazioni |
| -------------------------------------------------------------------------------------------------- | --- | ----------- | ----------- | ----------- | ----------- | ----------- | ----------- | ----------- | ----------- | ----------- | ----------- | ----------- | ----------- | ----------- | --- |
| 1983                                                                                               | Murmur - Pubblicazione: 12 aprile 1983 - Etichetta: I.R.S. - Formati: CD, LP, MC                               | 36          | —           | —           | —           | —           | —           | —           | —           | —           | 47          | —           | —           | 100         | - UK: Oro - USA: Oro |
| 1984                                                                                               | Reckoning - Pubblicazione: 9 aprile 1984 - Etichetta: I.R.S. - Formati: CD, LP, MC                             | 27          | —           | —           | —           | —           | —           | —           | —           | —           | 23          | —           | —           | 91          | - UK: Argento - US: Oro |
| 1985                                                                                               | Fables of the Reconstruction - Pubblicazione: 10 giugno 1985 - Etichetta: I.R.S. - Formati: CD, LP, MC         | 28          | —           | —           | 40          | —           | —           | —           | —           | —           | 29          | —           | —           | 35          | - US: Oro |
| 1986                                                                                               | Lifes Rich Pageant - Pubblicazione: 28 luglio 1986 - Etichetta: I.R.S. - Formati: CD, LP, MC                   | 21          | 73          | —           | 39          | —           | —           | —           | —           | 17          | 24          | —           | —           | 43          | - CAN: Platino - UK: Argento - US: Oro |
| 1987                                                                                               | Document - Pubblicazione: 31 agosto 1987 - Etichetta: I.R.S. - Formati: CD, LP, MC                             | 10          | 47          | —           | 13          | 34          | —           | —           | 47          | —           | 17          | —           | —           | 28          | - CAN: Platino - UK: Oro - US: Platino |
| 1988                                                                                               | Green - Pubblicazione: 7 novembre 1988 - Etichetta: Warner Bros. - Formati: CD, LP, MC                         | 12          | 16          | —           | 14          | —           | —           | —           | —           | —           | 6           | —           | —           | 27          | - CAN: 2× Platino - UK: Platino - US: 2× Platino |
| 1991                                                                                               | Out of Time - Pubblicazione: 12 marzo 1991 - Etichetta: Warner Bros. - Formati: CD, LP, MC                     | 1           | 4           | 1           | 1           | 3           | 2           | 1           | 1           | 4           | 3           | 7           | 3           | 1           | - AUS: 2× Platino - AUT: Platino - CAN: 7× Platino - FIN: Oro - GER: 5× Oro - ITA: 3× Platino - NLD: 2× Platino - SWE: Oro - SWI: 2× Platino - UK: 5× Platino - US: 4× Platino |
| 1992                                                                                               | Automatic for the People - Pubblicazione: 6 ottobre 1992 - Etichetta: Warner Bros. - Formati: CD, LP, MC       | 2           | 2           | 3           | 4           | 2           | 2           | 4           | 2           | 4           | 1           | 7           | 3           | 1           | - AUS: 4× Platino - AUT: 2× Platino - CAN: 7× Platino - GER: 5× Oro - NLD: 3× Platino - SWE: 2× Platino - SWI: 2× Platino - UK: 7× Platino - US: 4× Platino                    |
| 1994                                                                                               | Monster - Pubblicazione: 27 settembre 1994 - Etichetta: Warner Bros. - Formati: CD, LP, MC                     | 1           | 2           | 1           | 1           | 1           | 2           | 6           | 1           | 2           | 1           | 1           | 1           | 1           | - AUS: Platino - AUT: Platino - CAN: 6× Platino - FIN: Oro - GER: Platino - ITA: 2× Platino - NLD: Oro - SWE: Platino - SWI: Platino - UK: 3× Platino - US: 4× Platino         |
| 1996                                                                                               | New Adventures in Hi-Fi - Pubblicazione: 9 settembre 1996 - Etichetta: Warner Bros. - Formati: CD, LP, MC      | 2           | 1           | 1           | 1           | 1           | 1           | 4           | 1           | 1           | 1           | 1           | 1           | 1           | - AUS: Oro - AUT: Oro - CAN: 2× Platino - GER: Oro - NOR: Oro - SWE: Oro - SWI: Oro - UK: Platino - US: Platino                                                                |
| 1998                                                                                               | Up - Pubblicazione: 27 ottobre 1998 - Etichetta: Warner Bros. - Formati: CD, LP, MC                            | 3           | 5           | 1           | 2           | 10          | 1           | 1           | 16          | 1           | 8           | 2           | 7           | 2           | - AUS: Oro - AUT: Oro - NOR: Platino - SWE: Oro - SWI: Oro - UK: Platino - US: Oro                                                                                             |
| 2001                                                                                               | Reveal - Pubblicazione: 15 maggio 2001 - Etichetta: Warner Bros. - Formati: CD, LP, MC                         | 6           | 5           | 1           | 4           | 3           | 1           | 1           | 7           | 1           | 10          | 2           | 1           | 1           | - AUS: Oro - AUT: Oro - CAN: Oro - GER: Oro - ITA: Platino - SWI: Platino - UK: Platino - US: Oro                                                                              |
| 2004                                                                                               | Around the Sun - Pubblicazione: 5 ottobre 2004 - Etichetta: Warner Bros. - Formati: CD, LP, MC                 | 13          | 6           | 1           | 7           | 3           | 1           | 1           | 7           | 1           | 12          | 1           | 1           | 1           | - AUS: Oro - AUT: Oro - GER: Oro - ITA: 2× Platino - SWE: Oro - SWI: Platino - UK: Argento                                                                                     |
| 2008                                                                                               | Accelerate - Pubblicazione: 28 marzo 2008 - Etichetta: Warner Bros. - Formati: CD, LP, download digitale       | 2           | 13          | 2           | 1           | 10          | 2           | 2           | 2           | 1           | 5           | 7           | 1           | 1           | - AUT: Oro - GER: Oro - ITA: Platino - NOR: Platino - SWI: Platino - UK: Oro                                                                                                   |
| 2011                                                                                               | Collapse into Now - Pubblicazione: 7 marzo 2011 - Etichetta: Warner Bros. - Formati: CD, LP, download digitale | 5           | 15          | 2           | 6           | 17          | 1           | 6           | 8           | 2           | 10          | 9           | 1           | 5           | - ITA: Oro - UK: Argento |
| "—" indica una pubblicazione che non si è classificata o che non è stata pubblicata in quel Paese. | |             |             |             |             |             |             |             |             |             |             |             |             |             | |

### Raccolte
| Anno                                                                                               | Titolo | Classifiche | Classifiche | Classifiche | Classifiche | Classifiche | Classifiche | Classifiche | Classifiche | Classifiche | Classifiche | Classifiche | Classifiche | Classifiche | Certificazioni |
| Anno                                                                                               | Titolo | US          | AUS         | AUT         | CAN         | FIN         | GER         | ITA         | NLD         | NOR         | NZ          | SWE         | SWI         | UK          | Certificazioni |
| -------------------------------------------------------------------------------------------------- | --- | ----------- | ----------- | ----------- | ----------- | ----------- | ----------- | ----------- | ----------- | ----------- | ----------- | ----------- | ----------- | ----------- | --- |
| 1987                                                                                               | Dead Letter Office - Pubblicazione: 27 aprile 1987 - Etichetta: I.R.S. - Formati: CD, LP, MC                                                           | 52          | —           | —           | 59          | —           | —           | —           | —           | —           | —           | —           | —           | 60          | |
| 1988                                                                                               | Eponymous - Pubblicazione: 17 ottobre 1988 - Etichetta: I.R.S. - Formati: CD, LP, MC                                                                   | 44          | 29          | —           | —           | —           | —           | —           | —           | —           | 16          | —           | —           | 69          | |
| 1991                                                                                               | The Best of R.E.M. - Pubblicazione: 30 settembre 1991 - Etichetta: I.R.S. - Formati: CD, LP, MC                                                        | —           | 20          | 22          | —           | —           | 23          | 22          | 67          | —           | 40          | 47          | 27          | 7           | - AUS: Oro - AUT: Oro - GER: Oro - UK: Oro                                                                                            |
| 1994                                                                                               | Singles Collected - Pubblicazione: 4 ottobre 1994 - Etichetta: I.R.S. - Formati: CD, MC                                                                | —           | —           | —           | —           | —           | —           | —           | —           | —           | —           | 43          | —           | —           | - UK: Argento |
| 1997                                                                                               | In the Attic - Pubblicazione: 7 ottobre 1997 - Etichetta: EMI, Capitol - Formati: CD                                                                   | 185         | —           | —           | —           | —           | —           | —           | —           | —           | —           | —           | —           | —           | |
| 2003                                                                                               | In Time: The Best of R.E.M. 1988-2003 - Pubblicazione: 28 ottobre 2003 - Etichetta: Warner Bros. - Formati: CD, LP, MC                                 | 8           | 5           | 1           | 4           | 8           | 1           | 1           | 7           | 1           | 2           | 1           | 1           | 1           | - AUS: 4× Platino - AUT: Platino - GER: 2× Platino - ITA: Platino - NLD: Oro - SWE: Oro - SWI: Platino - UK: 5× Platino - US: Platino |
| 2004                                                                                               | iTunes Originals - R.E.M. - Pubblicazione: 28 dicembre 2004 - Etichetta: Warner Bros. - Formati: download digitale                                     | —           | —           | —           | —           | —           | —           | —           | —           | —           | —           | —           | —           | —           | |
| 2006                                                                                               | And I Feel Fine... The Best of the I.R.S. Years 1982-1987 - Pubblicazione: 11 settembre 2006 - Etichetta: EMI, Capitol - Formati: CD, MC               | 116         | —           | —           | —           | —           | 80          | 50          | —           | —           | —           | —           | —           | 70          | |
| 2011                                                                                               | Part Lies, Part Heart, Part Truth, Part Garbage 1982-2011 - Pubblicazione: 11 novembre 2011 - Etichetta: Warner Bros. - Formati: CD, download digitale | 55          | —           | 20          | —           | —           | 15          | 7           | 14          | 25          | —           | 39          | 17          | 19          | - ITA: Oro - UK: Oro |
| 2014                                                                                               | Complete Rarities: I.R.S. 1982-1987 - Pubblicazione: 19 maggio 2014 - Etichetta: EMI - Formati: download digitale                                      | —           | —           | —           | —           | —           | —           | —           | —           | —           | —           | —           | —           | —           | |
| 2014                                                                                               | Complete Rarities: Warner Bros. 1988-2011 - Pubblicazione: 19 maggio 2014 - Etichetta: Warner Bros. - Formati: download digitale                       | —           | —           | —           | —           | —           | —           | —           | —           | —           | —           | —           | —           | —           | |
| "—" indica una pubblicazione che non si è classificata o che non è stata pubblicata in quel Paese. | |             |             |             |             |             |             |             |             |             |             |             |             |             | |

### Album dal vivo
| Anno                                                                                               | Titolo | Classifiche | Classifiche | Classifiche | Classifiche | Classifiche | Classifiche | Classifiche | Classifiche | Classifiche | Certificazioni |
| Anno                                                                                               | Titolo | US          | AUT         | GER         | ITA         | NLD         | NOR         | SWE         | SWI         | UK          | Certificazioni |
| -------------------------------------------------------------------------------------------------- | --- | ----------- | ----------- | ----------- | ----------- | ----------- | ----------- | ----------- | ----------- | ----------- | -------------- |
| 2007                                                                                               | R.E.M. Live - Pubblicazione: 12 ottobre 2007 - Etichetta: Warner Bros. - Formati: CD, LP, download digitale                         | 72          | 12          | 8           | 4           | 16          | 25          | 58          | 16          | 12          | - GER: Oro     |
| 2009                                                                                               | Live at the Olympia - Pubblicazione: 27 ottobre 2009 - Etichetta: Warner Bros. - Formati: CD, LP, download digitale                 | 95          | 43          | 53          | 25          | 59          | —           | —           | 80          | 68          |                |
| 2014                                                                                               | Unplugged 1991-2001 - The Complete Sessions - Pubblicazione: 19 aprile 2014 - Etichetta: Rhino - Formati: CD, LP, download digitale | 21          | 33          | 28          | 27          | 20          | —           | —           | 56          | 22          |                |
| "—" indica una pubblicazione che non si è classificata o che non è stata pubblicata in quel Paese. | |             |             |             |             |             |             |             |             |             |                |

## Altri album

### Box set
| Anno | Titolo                                                                                           |
| ---- | ------------------------------------------------------------------------------------------------ |
| 1989 | Singleactiongreen - Pubblicazione: 1989 - Etichetta: Warner Bros. - Formati: 7" box set          |
| 1993 | The Automatic Box - Pubblicazione: dicembre 1993 - Etichetta: Warner Bros. - Formati: CD box set |
| 2011 | R.E.M. Three - Pubblicazione: 16 aprile 2011 - Etichetta: Warner Bros. - Formati: 7" box set     |
| 2014 | 7IN-83-88 - Pubblicazione: 5 dicembre 2014 - Etichetta: EMI, Capitol - Formati: 7" box set       |

### Extended play
| Anno | Titolo |
| ---- | --- |
| 1982 | Chronic Town - Pubblicazione: 24 agosto 1982 - Etichetta: I.R.S. - Formati: LP, MC                                     |
| 2001 | Not Bad for No Tour - Pubblicazione: 2001 - Etichetta: Warner Bros. - Formati: CD                                      |
| 2003 | Vancouver Rehearsal Tapes - Pubblicazione: 14 ottobre 2003 - Etichetta: Warner Bros. - Formati: download digitale      |
| 2008 | Live from London - Pubblicazione: 1º luglio 2008 - Etichetta: Warner Bros. - Formati: download digitale                |
| 2009 | Reckoning Songs from the Olympia - Pubblicazione: 3 luglio 2009 - Etichetta: Warner Bros. - Formati: download digitale |

### Album di remix
| Anno | Titolo                                                                                        |
| ---- | --------------------------------------------------------------------------------------------- |
| 2002 | r.e.m.IX - Pubblicazione: 2002 - Etichetta: Warner Bros. - Formati: CD, LP, download digitale |

### Colonne sonore
| Anno | Titolo                                                                                        | Classifiche |
| Anno | Titolo                                                                                        | US          |
| ---- | --------------------------------------------------------------------------------------------- | ----------- |
| 1999 | Man on the Moon - Pubblicazione: 23 novembre 1999 - Etichetta: Warner Bros. - Formati: CD, LP | 109         |

## Singoli

### Anni 1980
| Anno | Singolo                                                   | Classifiche | Classifiche | Classifiche | Classifiche | Classifiche | Classifiche | Classifiche | Classifiche | Classifiche | Classifiche | Album di provenienza         |
| Anno | Singolo                                                   | USA         | USA Alt.    | USA Main.   | AUS         | CAN         | GER         | IRL         | NLD         | NZ          | UK          | Album di provenienza         |
| ---- | --------------------------------------------------------- | ----------- | ----------- | ----------- | ----------- | ----------- | ----------- | ----------- | ----------- | ----------- | ----------- | ---------------------------- |
| 1981 | Radio Free Europe (Hib-Tone version)                      | —           | —           | —           | —           | —           | —           | —           | —           | —           | —           | /                            |
| 1983 | Radio Free Europe (I.R.S. version)                        | 78          | —           | 25          | —           | —           | —           | —           | —           | —           | —           | Murmur                       |
| 1983 | Talk About the Passion                                    | —           | —           | —           | —           | —           | —           | —           | —           | —           | —           | Murmur                       |
| 1984 | So. Central Rain (I'm Sorry)                              | 85          | —           | 43          | —           | —           | —           | —           | —           | —           | —           | Reckoning                    |
| 1984 | (Don't Go Back To) Rockville                              | —           | —           | —           | —           | —           | —           | —           | —           | —           | —           | Reckoning                    |
| 1985 | Cant Get There from Here                                  | 110         | —           | 14          | —           | 91          | —           | —           | —           | —           | —           | Fables of the Reconstruction |
| 1985 | Driver 8                                                  | —           | —           | 22          | —           | —           | —           | —           | —           | —           | —           | Fables of the Reconstruction |
| 1985 | Wendell Gee                                               | —           | —           | —           | —           | —           | —           | —           | —           | —           | —           | Fables of the Reconstruction |
| 1986 | Fall on Me                                                | 94          | —           | 5           | —           | —           | —           | —           | —           | —           | —           | Lifes Rich Pageant           |
| 1986 | Superman                                                  | —           | —           | 17          | —           | —           | —           | —           | —           | —           | —           | Lifes Rich Pageant           |
| 1987 | The One I Love                                            | 9           | —           | 2           | 84          | 11          | 81          | 5           | 69          | 6           | 16          | Document                     |
| 1987 | It's the End of the World as We Know It (And I Feel Fine) | 69          | —           | 16          | —           | —           | —           | 22          | —           | —           | 39          | Document                     |
| 1988 | Finest Worksong                                           | —           | —           | 28          | —           | —           | —           | —           | —           | —           | 50          | Document                     |
| 1988 | Orange Crush                                              | —           | 1           | 1           | 15          | —           | —           | 21          | —           | 5           | 28          | Green                        |
| 1989 | Stand                                                     | 6           | 1           | 1           | 56          | —           | —           | 17          | —           | 23          | 48          | Green                        |
| 1989 | Pop Song 89                                               | 86          | 16          | 14          | —           | 94          | —           | —           | —           | —           | —           | Green                        |
| 1989 | Get Up                                                    | —           | —           | —           | —           | —           | —           | —           | —           | —           | —           | Green                        |

### Anni 1990
| Anno | Singolo                                  | Classifiche | Classifiche | Classifiche | Classifiche | Classifiche | Classifiche | Classifiche | Classifiche | Classifiche | Classifiche | Classifiche | Classifiche | Classifiche | Classifiche | Classifiche | Classifiche | Album di provenienza     |
| Anno | Singolo                                  | USA         | USA Alt.    | USA Main.   | AUS         | AUT         | CAN         | FIN         | GER         | IRL         | ITA         | NLD         | NOR         | NZ          | SWE         | SWI         | UK          | Album di provenienza     |
| ---- | ---------------------------------------- | ----------- | ----------- | ----------- | ----------- | ----------- | ----------- | ----------- | ----------- | ----------- | ----------- | ----------- | ----------- | ----------- | ----------- | ----------- | ----------- | ------------------------ |
| 1991 | Losing My Religion                       | 4           | 1           | 1           | 11          | 6           | 6           | 11          | —           | 5           | 8           | 1           | 4           | 16          | 3           | 11          | 19          | Out of Time              |
| 1991 | Shiny Happy People                       | 10          | 3           | 8           | 19          | 14          | 3           | 12          | 10          | 2           | 12          | 13          | 10          | 29          | 14          | —           | 6           | Out of Time              |
| 1991 | Near Wild Heaven                         | —           | —           | —           | 65          | —           | —           | 16          | 46          | 3           | —           | 51          | —           | —           | —           | —           | 27          | Out of Time              |
| 1991 | Radio Song                               | —           | —           | 43          | —           | —           | —           | —           | —           | 5           | —           | 56          | —           | —           | —           | —           | 28          | Out of Time              |
| 1992 | Drive                                    | 28          | 1           | 2           | 34          | 11          | 7           | 11          | 13          | 4           | 16          | 13          | 3           | 5           | 24          | 7           | 11          | Automatic for the People |
| 1992 | Man on the Moon                          | 30          | 2           | 4           | 39          | 24          | 3           | —           | 34          | 17          | 26          | 54          | —           | 8           | —           | —           | 18          | Automatic for the People |
| 1993 | The Sidewinder Sleeps Tonite             | —           | 24          | 28          | —           | —           | 60          | —           | 61          | 13          | 24          | —           | —           | 29          | —           | —           | 17          | Automatic for the People |
| 1993 | Everybody Hurts                          | 29          | 21          | —           | 6           | —           | 8           | —           | 83          | 6           | —           | 4           | —           | 12          | —           | —           | 7           | Automatic for the People |
| 1993 | Nightswimming                            | —           | —           | —           | —           | —           | —           | —           | 93          | 18          | —           | —           | —           | 48          | —           | —           | 27          | Automatic for the People |
| 1993 | Find the River                           | —           | —           | —           | —           | —           | —           | —           | —           | —           | —           | —           | —           | —           | —           | —           | 54          | Automatic for the People |
| 1994 | What's the Frequency, Kenneth?           | 21          | 1           | 2           | 24          | 21          | 2           | 6           | 74          | 8           | 17          | 21          | 9           | 4           | 21          | 22          | 9           | Monster                  |
| 1995 | Bang and Blame                           | 19          | 1           | 3           | 29          | —           | 1           | 10          | 74          | 14          | —           | 24          | —           | 17          | —           | —           | 15          | Monster                  |
| 1995 | Strange Currencies                       | 47          | 14          | 8           | —           | —           | 13          | 20          | —           | 26          | —           | 41          | —           | —           | —           | —           | 9           | Monster                  |
| 1995 | Crush with Eyeliner                      | 113         | 33          | 20          | —           | —           | 28          | —           | —           | 21          | 12          | —           | —           | —           | —           | —           | 23          | Monster                  |
| 1995 | Tongue                                   | —           | —           | —           | —           | —           | —           | 19          | —           | 12          | 25          | —           | —           | —           | —           | —           | 13          | Monster                  |
| 1996 | E-Bow the Letter                         | 49          | 2           | 15          | 23          | 27          | 6           | 11          | 65          | 8           | 16          | —           | 6           | 32          | 21          | 22          | 4           | New Adventures in Hi-Fi  |
| 1996 | Bittersweet Me                           | 46          | 6           | 7           | —           | —           | 6           | —           | 93          | 20          | 15          | —           | —           | —           | —           | —           | 19          | New Adventures in Hi-Fi  |
| 1996 | Electrolite                              | 96          | —           | —           | —           | —           | 24          | 20          | 83          | —           | —           | 92          | —           | —           | —           | —           | 29          | New Adventures in Hi-Fi  |
| 1997 | How the West Was Won and Where It Got Us | —           | —           | —           | —           | —           | —           | —           | —           | —           | —           | —           | —           | —           | —           | —           | —           | New Adventures in Hi-Fi  |
| 1998 | Daysleeper                               | 57          | 18          | 30          | —           | 17          | 5           | —           | 57          | 15          | 9           | 64          | 12          | 18          | 46          | 49          | 6           | Up                       |
| 1998 | Lotus                                    | —           | 31          | 31          | —           | —           | 32          | —           | —           | —           | —           | —           | —           | 50          | 60          | —           | 26          | Up                       |
| 1999 | At My Most Beautiful                     | —           | —           | —           | —           | —           | —           | —           | —           | 28          | 28          | —           | —           | —           | —           | —           | 10          | Up                       |
| 1999 | Suspicion                                | —           | —           | —           | —           | —           | —           | —           | —           | —           | —           | —           | —           | —           | —           | —           | —           | Up                       |
| 1999 | The Great Beyond                         | 57          | 11          | 33          | 25          | —           | 16          | —           | 56          | 6           | 3           | 91          | 8           | —           | 52          | 72          | 3           | Man on the Moon          |

### Anni 2000
| Anno | Singolo                                      | Classifiche | Classifiche | Classifiche | Classifiche | Classifiche | Classifiche | Classifiche | Classifiche | Classifiche | Classifiche | Classifiche | Classifiche | Classifiche | Classifiche | Classifiche | Classifiche | Album di provenienza                  |
| Anno | Singolo                                      | USA         | USA Alt.    | USA Main.   | AUS         | AUT         | CAN         | FIN         | GER         | IRL         | ITA         | NLD         | NOR         | NZ          | SWE         | SWI         | UK          | Album di provenienza                  |
| ---- | -------------------------------------------- | ----------- | ----------- | ----------- | ----------- | ----------- | ----------- | ----------- | ----------- | ----------- | ----------- | ----------- | ----------- | ----------- | ----------- | ----------- | ----------- | ------------------------------------- |
| 2001 | Imitation of Life                            | 83          | 22          | —           | 32          | 19          | 5           | 14          | 35          | 12          | 3           | 54          | 4           | 18          | 32          | 27          | 6           | Reveal                                |
| 2001 | All the Way to Reno (You're Gonna Be a Star) | —           | —           | —           | —           | —           | —           | —           | 92          | —           | 31          | —           | —           | —           | —           | —           | 24          | Reveal                                |
| 2001 | I'll Take the Rain                           | —           | —           | —           | —           | —           | —           | —           | —           | —           | —           | —           | —           | —           | —           | —           | 44          | Reveal                                |
| 2003 | Bad Day                                      | —           | —           | —           | 22          | 45          | 17          | —           | 39          | 11          | 9           | 68          | 11          | —           | 43          | 39          | 8           | In Time: The Best of R.E.M. 1988-2003 |
| 2004 | Animal                                       | —           | —           | —           | —           | —           | —           | —           | —           | 30          | 20          | —           | —           | —           | —           | —           | 33          | In Time: The Best of R.E.M. 1988-2003 |
| 2004 | Leaving New York                             | —           | —           | —           | —           | 32          | —           | —           | 16          | 14          | 2           | 43          | 7           | —           | 11          | 18          | 5           | Around the Sun                        |
| 2004 | Aftermath                                    | —           | —           | —           | —           | —           | —           | —           | 78          | —           | —           | 44          | —           | —           | 59          | —           | 41          | Around the Sun                        |
| 2005 | Electron Blue                                | —           | —           | —           | —           | —           | —           | —           | —           | —           | —           | —           | —           | —           | —           | —           | 26          | Around the Sun                        |
| 2005 | Wanderlust                                   | —           | —           | —           | —           | —           | —           | —           | —           | —           | —           | —           | —           | —           | —           | —           | 27          | Around the Sun                        |
| 2008 | Supernatural Superserious                    | 85          | 21          | 36          | —           | 26          | 50          | —           | 26          | —           | 14          | 44          | 1           | —           | 17          | 21          | 54          | Accelerate                            |
| 2008 | Hollow Man                                   | —           | —           | —           | —           | —           | —           | —           | —           | —           | —           | —           | —           | —           | —           | —           | —           | Accelerate                            |
| 2008 | Man-Sized Wreath                             | —           | —           | —           | —           | —           | —           | —           | —           | —           | —           | —           | —           | —           | —           | —           | —           | Accelerate                            |
| 2008 | Until the Day Is Done                        | —           | —           | —           | —           | —           | —           | —           | —           | —           | —           | —           | —           | —           | —           | 49          | —           | Accelerate                            |

### Anni 2010
| Anno | Singolo                           | Classifiche    | Classifiche | Classifiche | Classifiche | Classifiche | Classifiche | Classifiche | Classifiche | Classifiche | Album di provenienza                                      |
| Anno | Singolo                           | USA Adult Alt. | USA Rock    | AUT         | BEL (FL)    | BEL (WA)    | GER         | ITA         | JPN         | SWI         | Album di provenienza                                      |
| ---- | --------------------------------- | -------------- | ----------- | ----------- | ----------- | ----------- | ----------- | ----------- | ----------- | ----------- | --------------------------------------------------------- |
| 2011 | Mine Smell Like Honey             | 8              | 46          | —           | —           | —           | —           | —           | —           | —           | Collapse into Now                                         |
| 2011 | Überlin                           | 26             | —           | —           | 52          | 59          | —           | 47          | 39          | —           | Collapse into Now                                         |
| 2011 | Oh My Heart                       | —              | —           | 47          | —           | —           | 46          | —           | —           | 60          | Collapse into Now                                         |
| 2011 | Discoverer                        | 28             | —           | —           | —           | —           | —           | —           | —           | —           | Collapse into Now                                         |
| 2011 | It Happened Today                 | —              | —           | —           | —           | —           | —           | —           | —           | —           | Collapse into Now                                         |
| 2011 | We All Go Back to Where We Belong | 13             | —           | —           | 85          | 79          | —           | 47          | 59          | —           | Part Lies, Part Heart, Part Truth, Part Garbage 1982-2011 |

## Altri brani entrati in classifica
| Anno | Singolo                           | Classifiche | Classifiche | Classifiche | Classifiche | Classifiche | Album di provenienza     |
| Anno | Singolo                           | USA Alt.    | USA Main.   | CAN         | NOR         | UK          | Album di provenienza     |
| ---- | --------------------------------- | ----------- | ----------- | ----------- | ----------- | ----------- | ------------------------ |
| 1984 | Pretty Persuasion                 | —           | 44          | —           | —           | —           | Reckoning                |
| 1987 | Ages of You                       | —           | 39          | —           | —           | —           | Dead Letter Office       |
| 1989 | Turn You Inside-Out               | 10          | 7           | —           | —           | —           | Green                    |
| 1991 | Texarkana                         | 4           | 7           | —           | —           | —           | Out of Time              |
| 1992 | Ignoreland                        | 5           | 4           | 43          | —           | —           | Automatic for the People |
| 1992 | First We Take Manhattan           | 11          | —           | —           | —           | —           | I'm Your Fan             |
| 1993 | Photograph (con Natalie Merchant) | 9           | —           | —           | —           | —           | Born to Choose           |
| 1995 | Star 69                           | 8           | 15          | 73          | —           | —           | Monster                  |
| 1997 | The Wake-Up Bomb                  | —           | 30          | 51          | —           | —           | New Adventures in Hi-Fi  |
| 2007 | Everybody Hurts (live)            | —           | —           | —           | —           | 116         | R.E.M. Live              |
| 2007 | Losing My Religion (live)         | —           | —           | —           | —           | 123         | R.E.M. Live              |
| 2008 | Living Well Is the Best Revenge   | —           | —           | —           | 20          | —           | Accelerate               |

## Partecipazioni
| Anno | Titolo                            | Album                                                            |
| ---- | --------------------------------- | ---------------------------------------------------------------- |
| 1987 | Romance                           | Made in Heaven soundtrack                                        |
| 1990 | I Walked with a Zombie            | Where the Pyramid Meets the Eye: A Tribute to Roky Erickson      |
| 1991 | First We Take Manhattan           | I'm Your Fan                                                     |
| 1991 | Fretless                          | Until the End of the World soundtrack                            |
| 1993 | Photograph (con Natalie Merchant) | Born to Choose                                                   |
| 1993 | It's a Free World, Baby           | Coneheads soundtrack                                             |
| 1996 | Sponge                            | Sweet Relief II: Gravity of the Situation                        |
| 1997 | Revolution                        | Batman & Robin soundtrack                                        |
| 1997 | Leave                             | A Life Less Ordinary soundtrack                                  |
| 1998 | Draggin' the Line                 | Austin Powers: The Spy Who Shagged Me soundtrack                 |
| 2001 | All the Right Friends             | Vanilla Sky soundtrack                                           |
| 2007 | Gentle on My Mind                 | Sounds Eclectic: The Covers Project                              |
| 2007 | #9 Dream                          | Instant Karma: The Amnesty International Campaign to Save Darfur |

## Videografia

### Album video
| Anno | Titolo | Classifiche | Certificazioni |
| Anno | Titolo | USA Video   | Certificazioni |
| ---- | --- | ----------- | -------------- |
| 1987 | Succumbs - Pubblicazione: ottobre 1987 - Etichetta: A&M - Formati: Laserdisc, VHS                                                          | 2           |                |
| 1990 | Pop Screen - Pubblicazione: 22 maggio 1990 - Etichetta: Warner Bros. - Formati: VHS, DVD                                                   | 1           | - US: Oro      |
| 1990 | Tourfilm - Pubblicazione: 25 settembre 1990 - Etichetta: Warner Bros. - Formati: Laserdisc, VHS, DVD                                       | 1           | - US: Oro      |
| 1991 | This Film Is On - Pubblicazione: 24 settembre 1991 - Etichetta: Warner Bros. - Formati: VHS, DVD                                           | 7           | - US: Oro      |
| 1995 | Parallel - Pubblicazione: 30 maggio 1995 - Etichetta: Warner Bros. - Formati: Laserdisc, VHS, DVD                                          | 7           | - UK: Oro      |
| 1996 | Road Movie - Pubblicazione: 8 ottobre 1996 - Etichetta: Warner Bros. - Formati: VHS, DVD                                                   | 3           | - UK: Oro      |
| 2003 | In View: The Best of R.E.M. 1988-2003 - Pubblicazione: 28 ottobre 2003 - Etichetta: Warner Bros. - Formati: DVD                            | 19          | - UK: Platino  |
| 2004 | Perfect Square - Pubblicazione: 9 marzo 2005 - Etichetta: Warner Bros. - Formati: DVD                                                      | 3           | - UK: Oro      |
| 2006 | When the Light Is Mine: The Best of the I.R.S. Years 1982-1987 - Pubblicazione: 12 settembre 2006 - Etichetta: Warner Bros. - Formati: DVD | 10          |                |
| 2007 | R.E.M. Live - Pubblicazione: 15 ottobre 2007 - Etichetta: Warner Bros. - Formati: DVD/CD                                                   | 2           | - GER: Oro     |
| 2010 | Live from Austin, TX - Pubblicazione: 26 ottobre 2010 - Etichetta: Warner Bros. - Formati: DVD                                             | 10          |                |
| 2014 | REMTV - Pubblicazione: 24 novembre 2014 - Etichetta: Rhino - Formati: 6-DVD Box Set                                                        |             |                |

### Video musicali
| Anno | Titolo                                                    | Regista                                    |
| ---- | --------------------------------------------------------- | ------------------------------------------ |
| 1982 | Wolves, Lower                                             | Jonathan Dayton e Valerie Faris            |
| 1983 | Radio Free Europe                                         | Arthur Pierson                             |
| 1984 | Pretty Persuasion                                         |                                            |
| 1984 | So. Central Rain (I'm Sorry)                              | Howard Libov                               |
| 1984 | Left of Reckoning                                         | James Herbert                              |
| 1985 | Cant Get There from Here                                  | Michael Stipe, Rick Aguar                  |
| 1985 | Driver 8                                                  | Michael Stipe, James Herbert               |
| 1985 | Feeling Gravity's Pull                                    | James Herbert                              |
| 1985 | Green Grow the Rushes                                     | James Herbert                              |
| 1985 | Life and How to Live It                                   | James Herbert                              |
| 1986 | Fall on Me                                                | Michael Stipe                              |
| 1986 | (All I've Got to Do Is) Dream                             |                                            |
| 1986 | Swan Swan H                                               | Tony Gaiton                                |
| 1987 | The One I Love                                            | Robert Longo                               |
| 1988 | It's the End of the World as We Know It (And I Feel Fine) | James Herbert                              |
| 1988 | Finest Worksong                                           | Michael Stipe                              |
| 1988 | Talk About the Passion                                    | Jem Cohen                                  |
| 1988 | Orange Crush                                              | Matt Mahurin                               |
| 1989 | Stand                                                     | Katherine Dieckmann                        |
| 1989 | Turn You Inside-Out                                       | James Herbert                              |
| 1989 | Pop Song 89                                               | Michael Stipe                              |
| 1989 | Get Up                                                    | Eric Darnell                               |
| 1991 | Losing My Religion                                        | Tarsem Singh                               |
| 1991 | Shiny Happy People                                        | Katherine Dieckmann                        |
| 1991 | Near Wild Heaven                                          | Jeff Preiss                                |
| 1991 | Radio Song                                                | Peter Care                                 |
| 1991 | Low                                                       | James Herbert                              |
| 1991 | Belong                                                    | Jem Cohen                                  |
| 1991 | Half a World Away                                         | Jim McKay                                  |
| 1991 | Country Feedback                                          | Jem Cohen                                  |
| 1992 | Drive                                                     | Peter Care                                 |
| 1992 | Man on the Moon                                           | Peter Care                                 |
| 1993 | The Sidewinder Sleeps Tonite                              | Kevin Kerslake                             |
| 1993 | Everybody Hurts                                           | Jake Scott                                 |
| 1993 | Nightswimming                                             | Jem Cohen                                  |
| 1993 | Find the River                                            | Jodi Wille                                 |
| 1994 | What's the Frequency, Kenneth?                            | Peter Care                                 |
| 1994 | Bang and Blame                                            | Randy Skinner                              |
| 1994 | Crush with Eyeliner                                       | Spike Jonze                                |
| 1994 | Strange Currencies                                        | Mark Romanek                               |
| 1995 | Star 69                                                   | Jonathan Dayton e Valerie Faris            |
| 1995 | Tongue                                                    | Jonathan Dayton e Valerie Faris            |
| 1995 | The Wake-Up Bomb                                          | Bruce Gowers                               |
| 1996 | E-Bow the Letter                                          | Jem Cohen, Michael Stipe                   |
| 1996 | Bittersweet Me                                            | Dominic DeJoseph                           |
| 1996 | Electrolite                                               | Peter Care, Spike Jonze                    |
| 1997 | How the West Was Won and Where It Got Us                  | Lance Bangs                                |
| 1997 | New Test Leper                                            | Lance Bangs, Dominic DeJoseph              |
| 1998 | Daysleeper                                                | The Snorri Brothers                        |
| 1998 | Lotus                                                     | Stéphane Sednaoui                          |
| 1999 | At My Most Beautiful                                      | Nigel Dick                                 |
| 1999 | The Great Beyond                                          | Liz Friedlander                            |
| 2001 | Imitation of Life                                         | Garth Jennings                             |
| 2001 | All the Way to Reno (You're Gonna Be a Star)              | Michael Moore                              |
| 2001 | I'll Take the Rain                                        | Yoshitomo Nara, David Weir                 |
| 2003 | Bad Day                                                   | Tim Hope                                   |
| 2003 | Animal                                                    | Motion Theory                              |
| 2004 | Leaving New York                                          | Blue Leach, Peter Care                     |
| 2004 | Aftermath                                                 | Blue Leach, Peter Care                     |
| 2008 | Supernatural Superserious                                 | Vincent Moon                               |
| 2008 | Living Well Is the Best Revenge                           | Vincent Moon                               |
| 2008 | Hollow Man                                                | Crush                                      |
| 2008 | Man-Sized Wreath                                          | Crush                                      |
| 2008 | Until the Day Is Done                                     | Vincent Moon                               |
| 2011 | Mine Smell Like Honey                                     | Dominic J. DeJoseph                        |
| 2011 | Überlin                                                   | Sam Taylor-Wood                            |
| 2011 | It Happened Today                                         | Tom Gilroy                                 |
| 2011 | Oh My Heart                                               | Jem Cohen                                  |
| 2011 | Alligator_Aviator_Autopilot_Antimatter                    | Lance Bangs                                |
| 2011 | Walk It Back                                              | Sophie Calle                               |
| 2011 | All the Best                                              | James Herbert                              |
| 2011 | Every Day Is Yours to Win                                 | Jim McKay, Chris Moukarbel, Valerie Veatch |
| 2011 | Discoverer                                                | Michael Stipe, Lynda Stipe                 |
| 2011 | We All Go Back to Where We Belong (version 1)             | Dominic J. DeJoseph, Michael Stipe         |
| 2011 | We All Go Back to Where We Belong (version 2)             | Dominic J. DeJoseph, Michael Stipe         |
| 2012 | Blue                                                      | James Franco                               |

## Singoli natalizi per il fan club
Ogni Natale dal 1988 i R.E.M. hanno omaggiato i membri del fanclub con dei singoli esclusivi.
- Parade of the Wooden Soldiers (R.E.M. original)/See No Evil (Television cover) (1988) vinile verde 7"
- Good King Wenceslas (traditional)/Academy Fight Song (Mission of Burma cover) (1989) vinile 7"
- Ghost Reindeer in the Sky (brano che riprende Ghost Riders in the Sky di Stan Jones)/Summertime (George Gershwin) (1990) vinile 7"
- Baby Baby (Vibrators cover)/Christmas Griping (R.E.M. originale) (1991) vinile 7"
- Where's Captain Kirk? (Spizzenergi cover)/Toyland (Victor Herbert/Glen MacDonough, da Babes in Toyland) (1992) vinile 7"
- Silver Bells (Jay Livingston/Ray Evans)/Christmas Time Is Here (Vince Guaraldi/Lee Mendelson, daA Charlie Brown Christmas) (1993) vinile 7"
- Sex Bomb (Flipper cover)/Christmas in Tunisia (R.E.M. original) (1994) vinile 7"
- Wicked Game (Chris Isaak cover)/Java (Allen Toussaint instrumental cover) (1995) vinile 7"
- Only in America (Jay & the Americans cover)/I Will Survive (Gloria Gaynor cover) (1996) vinile 7"
- Live for Today (R.E.M. originale)/Happy When I'm Crying (performed by Pearl Jam; Pearl Jam original) (1997) vinile 7"
- E-Bow the Letter (live video, con cori di Thom Yorke) /Lucky (live video, interpretato dai Radiohead con voce di Michael Stipe; Radiohead original) (entrambi registrati al Tibetan Freedom Concert, Washington, D.C. (1998) VHS
- Country Feedback (versione dal vivo con Neil Young alla chitarra)/Ambulance Blues (interpretato da Neil Young e R.E.M.; Neil Young original) (1999) CD
- Christmas Time (Is Here Again) (Beatles cover)/Hastings and Main (R.E.M. original)/Take Seven (R.E.M. original) (2000) Blue vinile 7"
- Let Me In (live)/Find the River (live)/Find the River (Athens rehearsal video) (2001) CD ROM
- No Matter What (Badfinger cover)/Jesus Christ (Big Star cover)/video footage of Michael Stipe reading from a speech by Martin Luther King (2002) CD ROM
- Country Feedback (live, con Wilco) /It's the End of the World as We Know It (And I Feel Fine) (live, con i Wilco) (2003) CD
- I Wanted to Be Wrong (live)/She Just Wants to Be (live) (2004) CD
- Turn You Inside-Out (live video)/The Great Beyond (live video) (2005) DVD
- Tongue (live, interpretato da Tin Cup Prophette)/So. Central Rain (live)/These Days (live, interpretato da The Observatory)/Begin The Begin (live) (2006) CD
- Merry Xmas Everybody (Slade cover)/Magnetic North (R.E.M. originale) (2007) CD